# با دیدلز آشنا شوید
با دیدلز آشنا شوید (به انگلیسی: Meet the Deedles) یک فیلم سینمایی آمریکایی در ژانر کمدی محصول سال ۱۹۹۸ به کارگردانی استیو بویام است. در این فیلم بازیگرانی همچون پل واکر، استیو ون ورمر، ای جی لانگر، جان اشتون، رابرت انگلوند، دنیس هاپر، اریک برادن، ام. سی. گینی، آنا گستایر، مگان کاوانا و هتی وینستون ایفای نقش کرده‌اند.